# Eleição municipal de Duque de Caxias em 2008
A Eleição municipal da cidade brasileira de Duque de Caxias de 2008 ocorreu no dia 5 de outubro de daquele ano para eleger o prefeito e o vice-prefeito, além de 21 vereadores para a Câmara Municipal responsáveis pela administração da cidade para o mandato que se iniciou em 1° de janeiro de 2009 e com término em 31 de dezembro de 2012. Esta campanha eleitoral contou com a participação de 3 candidatos a prefeito e 392 candidatos a vereador. O prefeito em exercício era Washington Reis, do PMDB, eleito em segundo turno no pleito anterior, que de acordo com a legislação eleitoral estava apto para disputar a reeleição.
O primeiro turno foi realizado em 5 de outubro. Nele, o ex-prefeito e deputado estadual José Camilo Zito, candidato do PSDB, foi eleito com 53,34% dos votos válidos, contra 44,59% do então prefeito Washington Reis, do PMDB, e 2,06% da servidora pública municipal Leny Claudino de Souza, conhecida como Leninha, candidata do PSOL.

## Transmissão
Pela primeira vez, a veiculação da propaganda eleitoral gratuita, em bloco e inserções na televisão, foi ao ar pelo SBT Rio.[carece de fontes?]

## Candidatos à Prefeitura de Duque de Caxias
| Nº      | Prefeito(a)  | Prefeito(a)                                 | Prefeito(a)       | Vice-prefeito(a) | Vice-prefeito(a) | Vice-prefeito(a)                       | Vice-prefeito(a)  | Coligação Partido(s)                                                    |
| Nº      | Candidato(a) | Candidato(a)                                | Partido Federação | Candidato(a)     | Candidato(a)     | Candidato(a)                           | Partido Federação | Coligação Partido(s)                                                    |
| ------- | ------------ | ------------------------------------------- | ----------------- | ---------------- | ---------------- | -------------------------------------- | ----------------- | ----------------------------------------------------------------------- |
| 15      |              | Washington Reis Washington Reis De Oliveira | PMDB              |                  |                  | Gilberto Silva Gilberto Jose Da Silva  | PPS               | Grande Coligação PCdoB PDT PMN PTC PTB PMDB PRP PT PSB PHS PRTB PPS PRB |
| 45      |              | Zito Jose Camilo Zito Dos Santos Filho      | PSDB              |                  |                  | Jorge Amorelli Jorge Da Silva Amorelli | PSDB              | Trabalho e Respeito PSDB PTdoB PSDC PP PSC PV PSL PR DEM PTN            |
| 50      |              | Leninha Leny Claudino De Souza              | PSOL              |                  |                  | Gunther Gunther Sacic                  | PCB               | Frente de Esquerda PSOL PCB PSTU                                        |
| Fontes: |              |                                             |                   |                  |                  |                                        |                   |                                                                         |

## Pesquisas eleitorais
| Fonte | Data(s) conduzida(s) | Amostragem | Zito PSDB | Reis MDB       | Leninha PSOL | Abst. Indec. | Vantagem | Ref. |     |     |    |    |     |       |
| ----- | -------------------- | ---------- | --------- | -------------- | ------------ | ------------ | -------- | ---- | --- | --- | -- | -- | --- | ----- |
| Fonte | Data(s) conduzida(s) | Amostragem | Ibope     | 19-21/Set/2008 | 602          | Abst. Indec. | Vantagem | Ref. | 52% | 37% | 2% | 8% | 15% | [ 4 ] |

## Resultados da eleição

### Prefeito
| Candidato(a) a prefeito  | Candidato(a) a prefeito  | Candidato(a) a vice-prefeito | Primeiro turno 05 de outubro de 2008 | Primeiro turno 05 de outubro de 2008 |
| Candidato(a) a prefeito  | Candidato(a) a prefeito  | Candidato(a) a vice-prefeito | Total                                | Percentagem                          |
| ------------------------ | ------------------------ | ---------------------------- | ------------------------------------ | ------------------------------------ |
|                          | Zito (PSDB)              | Laury Villar (PSDB)          | 245.218                              | 53,34%                               |
|                          | Washington Reis (PMDB)   | Gilberto Silva (PPS)         | 204.988                              | 44,59%                               |
|                          | Leninha (PSOL)           | Gunther (PCB)                | 9.486                                | 2,06%                                |
| Total de votos válidos   | Total de votos válidos   | Total de votos válidos       | 459.692                              | 459.692                              |
| Votos apurados           |                          |                              |                                      |                                      |
| Votos válidos            | Votos válidos            | Votos válidos                | 459.692                              | 93,03%                               |
| Votos em branco          | Votos em branco          | Votos em branco              | 10.482                               | 2,12%                                |
| Votos nulos              | Votos nulos              | Votos nulos                  | 23.949                               | 4,85%                                |
| Total de votos apurados  | Total de votos apurados  | Total de votos apurados      | 494.123                              | 494.123                              |
| Eleitores                |                          |                              |                                      |                                      |
| Comparecimento           | Comparecimento           | Comparecimento               | 494.123                              | 86,53%                               |
| Abstenções               | Abstenções               | Abstenções                   | 76.937                               | 13,47%                               |
| Total de eleitores aptos | Total de eleitores aptos | Total de eleitores aptos     | 571.060                              | 571.060                              |
| Total de seções: 1.592   |                          |                              |                                      |                                      |
| Fontes:                  |                          |                              |                                      |                                      |

### Vereadores eleitos
| Candidato(a) | Candidato(a)                  | Partido | Votos  | Cidade de origem   | Unidade federativa/País |
| ------------ | ----------------------------- | ------- | ------ | ------------------ | ----------------------- |
|              | Samuquinha                    | PMDB    | 11.424 | Duque de Caxias    | Rio de Janeiro          |
|              | Chiquinho Grandão             | PTB     | 7.825  | Rio de Janeiro     | Rio de Janeiro          |
|              | Júnior Reis                   | PMDB    | 7.492  | Duque de Caxias    | Rio de Janeiro          |
|              | Juliana Filha Do Tião Do Taxi | PSC     | 7.406  | Duque de Caxias    | Rio de Janeiro          |
|              | Jonas É Nós                   | PPS     | 7.085  | Rio de Janeiro     | Rio de Janeiro          |
|              | Mazinho                       | PSDB    | 6.773  | Rio de Janeiro     | Rio de Janeiro          |
|              | Josemar Padilha               | PPS     | 6.086  | Duque de Caxias    | Rio de Janeiro          |
|              | Ricardo Da Karol              | PSB     | 6.036  | Rio de Janeiro     | Rio de Janeiro          |
|              | Grande                        | PSDB    | 6.030  | São Felix          | Bahia                   |
|              | Tato                          | PSDC    | 5.629  | Duque de Caxias    | Rio de Janeiro          |
|              | Fatinha                       | PSC     | 5.445  | Duque de Caxias    | Rio de Janeiro          |
|              | Chico Borracheiro             | PSB     | 5.381  | Duque de Caxias    | Rio de Janeiro          |
|              | Maninho Do Posto              | PSDB    | 5.323  | Rio de Janeiro     | Rio de Janeiro          |
|              | Moacyr Da Ambulância          | PSDB    | 5.016  | Rio de Janeiro     | Rio de Janeiro          |
|              | Gaete                         | DEM     | 4.835  | Duque de Caxias    | Rio de Janeiro          |
|              | Marquinho Oi                  | DEM     | 4.669  | Cataguases         | Minas Gerais            |
|              | Carlos De Jesus               | PMDB    | 4.269  | Rio de Janeiro     | Rio de Janeiro          |
|              | Eduardo Moreira               | PCdoB   | 4.155  | Duque de Caxias    | Rio de Janeiro          |
|              | Marcelo Do Seu Dino           | PV      | 4.087  | São João de Meriti | Rio de Janeiro          |
|              | Leide                         | PRB     | 3.894  | São Luis           | Maranhão                |
|              | Ademir Martins                | PV      | 3.861  | Duque de Caxias    | Rio de Janeiro          |
| Fontes:      |                               |         |        |                    |                         |

#### Vereadores eleitos por partido
|                        |                        |                 |                 |         |  |
| Nº                     | Partido                | Votos populares | Votos populares | Vagas   |  |
| Nº                     | Partido                | Votos           | %               | Vagas   |  |
| 45                     | PSDB                   | 80.297          | 18,37%          | 4       |  |
| 15                     | PMDB                   | 50.619          | 11,58%          | 3       |  |
| 40                     | PSB                    | 45.870          | 10,49%          | 2       |  |
| 23                     | PPS                    | 37.628          | 8,61%           | 2       |  |
| 27                     | PSDC                   | 30.413          | 6,96%           | 1       |  |
| 20                     | PSC                    | 24.055          | 5,5%            | 2       |  |
| 43                     | PV                     | 22.804          | 5,22%           | 2       |  |
| 25                     | DEM                    | 22.720          | 5,2%            | 2       |  |
| 14                     | PTB                    | 16.391          | 3,75%           | 1       |  |
| 65                     | PCdoB                  | 15.924          | 3,64%           | 1       |  |
| 36                     | PTC                    | 14.911          | 3,41%           | 0       |  |
| 19                     | PTN                    | 11.328          | 2,59%           | 0       |  |
| 12                     | PDT                    | 10.838          | 2,48%           | 0       |  |
| 13                     | PT                     | 10.212          | 2,34%           | 0       |  |
| 22                     | PR                     | 8.704           | 1,99%           | 0       |  |
| 17                     | PSL                    | 8.484           | 1,94%           | 0       |  |
| 31                     | PHS                    | 6.408           | 1,47%           | 0       |  |
| 10                     | PRB                    | 5.631           | 1,29%           | 1       |  |
| 70                     | PTdoB                  | 5.311           | 1,21%           | 0       |  |
| 50                     | PSOL                   | 3.669           | 0,84%           | 0       |  |
| 11                     | PP                     | 2.698           | 0,62%           | 0       |  |
| 44                     | PRP                    | 894             | 0,2%            | 0       |  |
| 33                     | PMN                    | 602             | 0,14%           | 0       |  |
| 28                     | PRTB                   | 328             | 0,08%           | 0       |  |
| 16                     | PSTU                   | 273             | 0,06%           | 0       |  |
| 21                     | PCB                    | 189             | 0,04%           | 0       |  |
| Total de votos válidos | Total de votos válidos | 437.201         | 88,48%          | 21      |  |
| Votos em branco        | Votos em branco        | 20.732          | 4,2%            | 21      |  |
| Votos nulos            | Votos nulos            | 36.190          | 7,32%           | 21      |  |
| Total de votos         | Total de votos         | 494.123         | 86,53%          | 21      |  |
| Abstenções             | Abstenções             | 76.937          | 13,47%          | 21      |  |
| Eleitorado apto        | Eleitorado apto        | 571.060         | 571.060         | 571.060 |  |
| Fontes:                |                        |                 |                 |         |  |